# Heukseok (métro de Séoul)
Heukseok (en coréen : 흑석역) est une station, de passage, de la ligne 9 du métro de Séoul. Elle est située, 148 Bon-dong, dans l'arrondissement de Dongjak-gu, à Séoul en Corée du Sud.
Ouverte en 2009, elle est desservie par les rames omnibus qui circulent sur la ligne 9.

## Situation sur le réseau

Plan du réseau (2023)

## Histoire
La station de passage Heukseok, de la ligne 9, est mise en service le 24 juillet 2009 lors de l'ouverture à l'exploitation de la première section de la ligne 9, de Gaehwa à Sinnonhyeon.

## Services aux voyageurs

### Accès et accueil
La station comporte quatre accès et deux niveaux souterrains avec un éclairage naturel. elle est équipée d'automates pour l'achat de titres de transport et le remboursement.

### Desserte

Installations
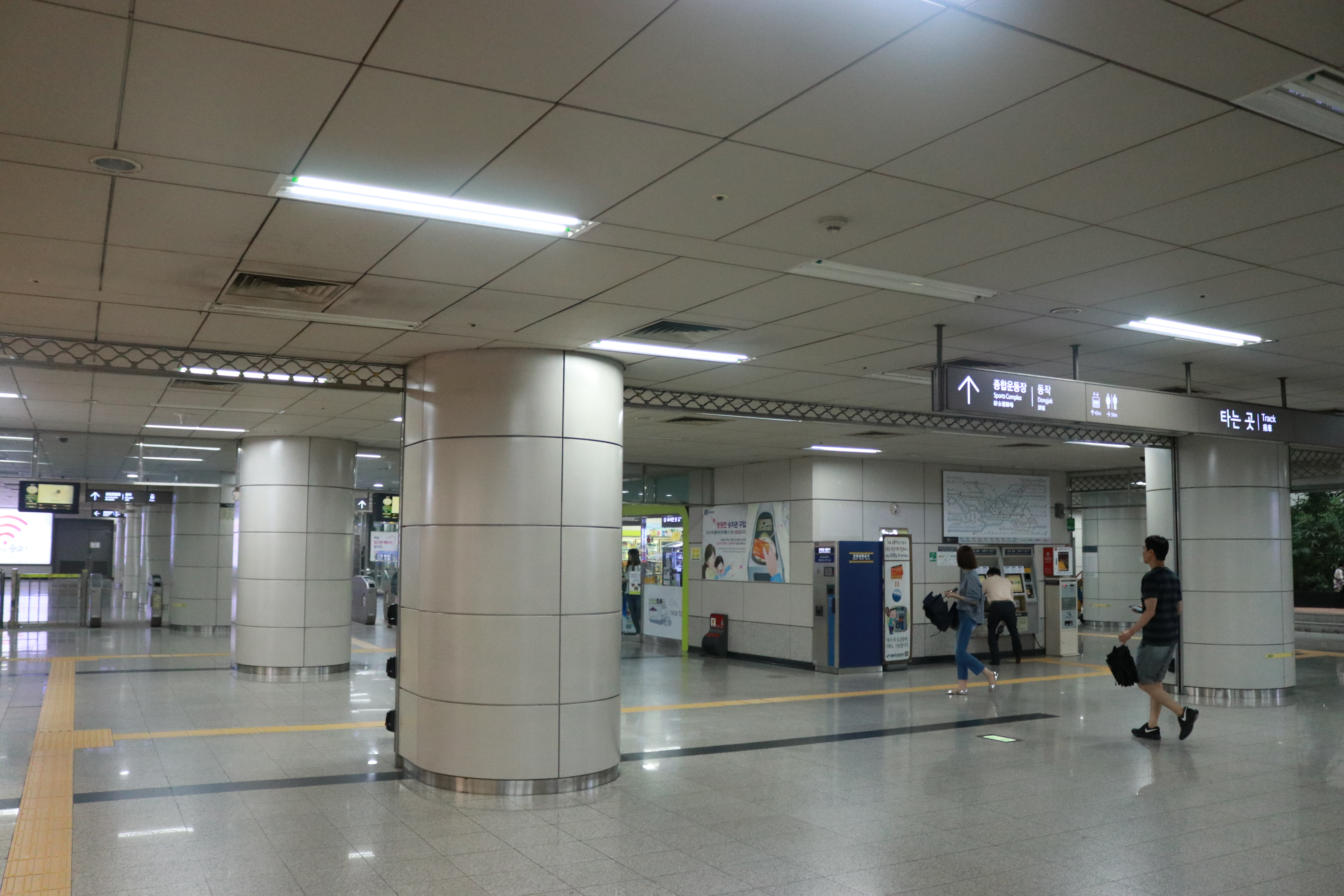
En 2017.
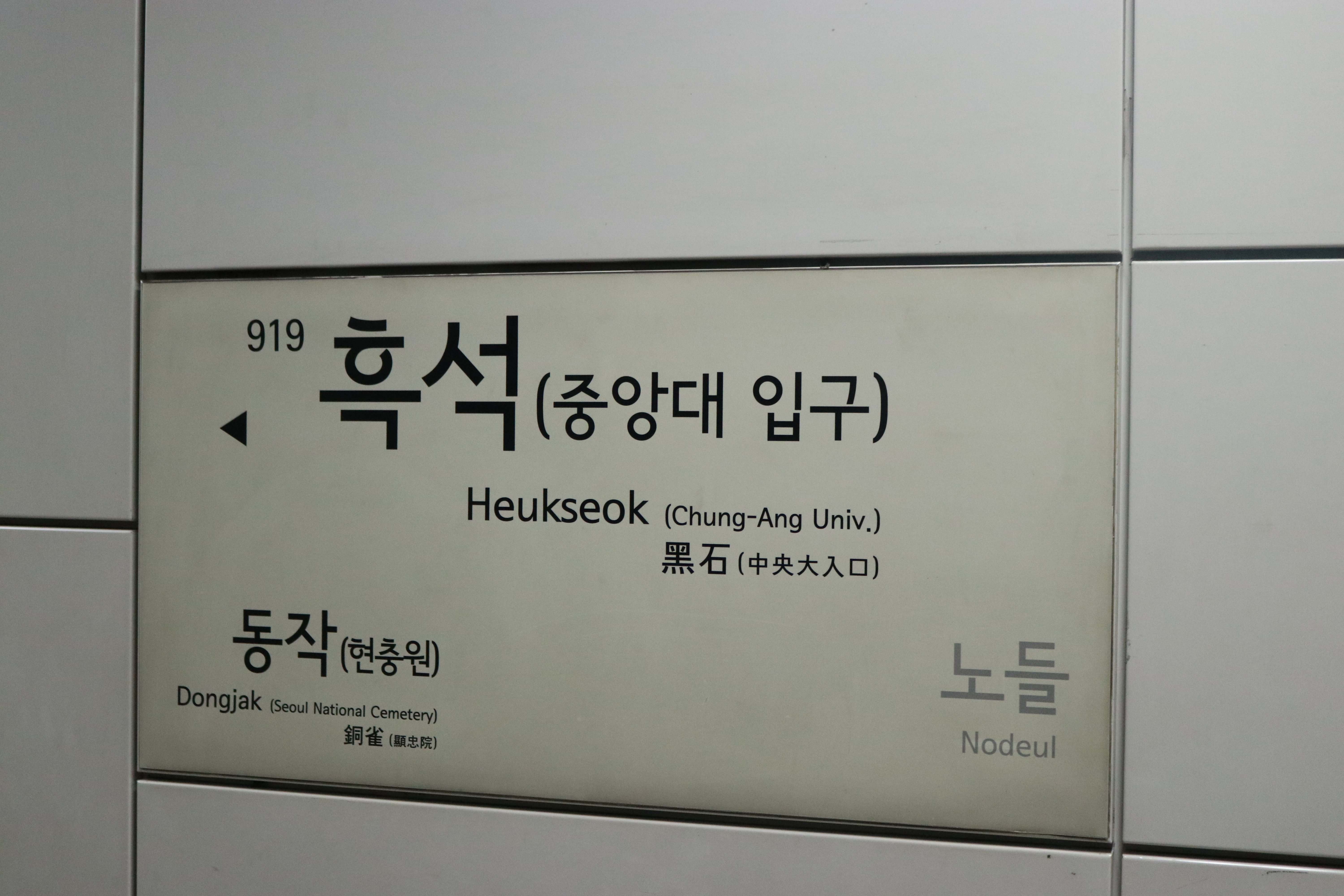
En 2017.
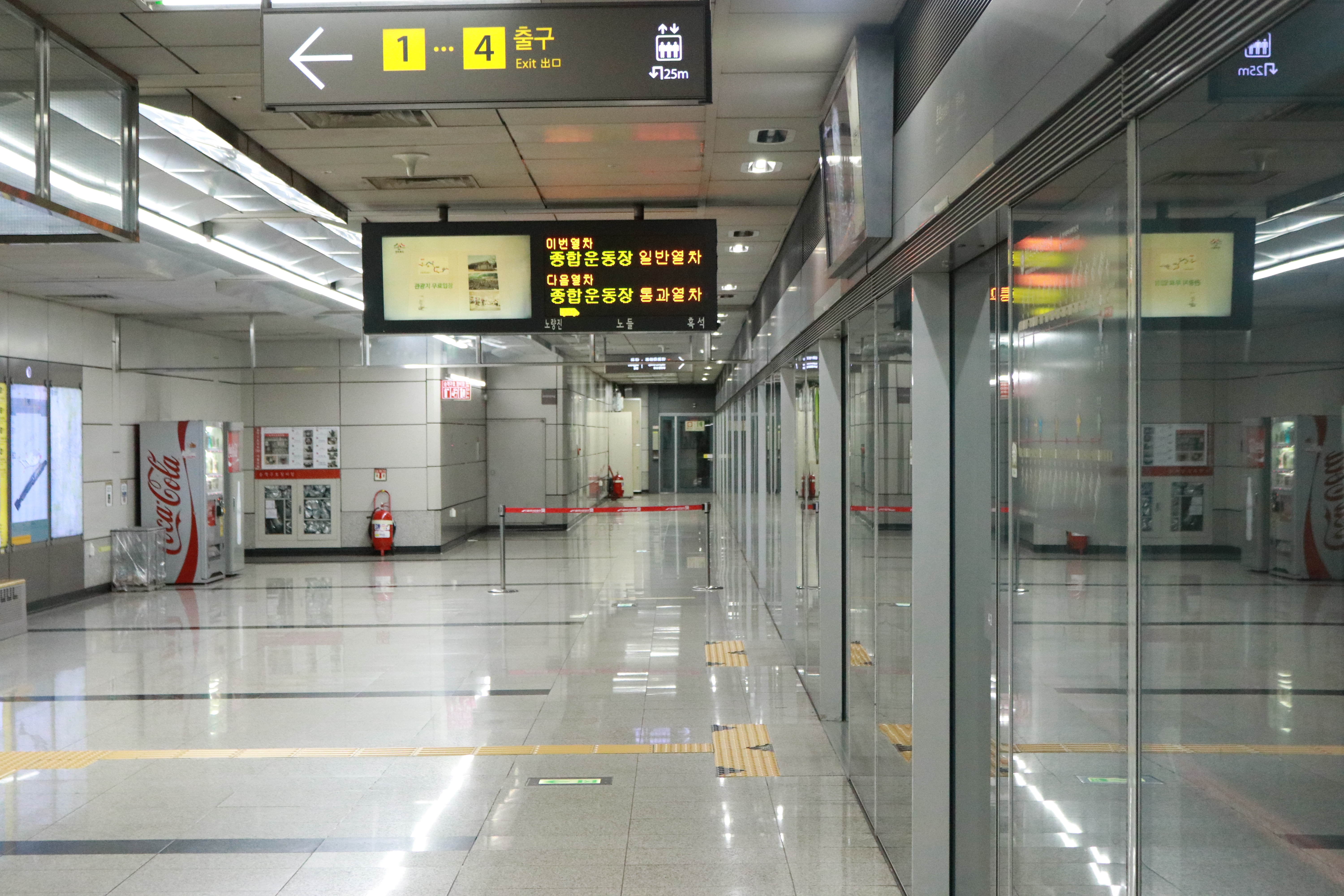
En 2017.

## À proximité
L'hôpital universitaire de Chun-Ang et l'université de Chun-Ang.